# Klein Oschersleben
Klein Oschersleben ist ein Ortsteil der Stadt Oschersleben (Bode) in Sachsen-Anhalt.

## Geschichte
Klein Oschersleben wurde am 1. Januar 2003 in die Stadt Oschersleben eingegliedert.

## Wappen
Das Wappen wurde am 10. Januar 1996 durch das Regierungspräsidium Magdeburg genehmigt.
Blasonierung: „In Grün eine goldene Odalsrune über einem silbernen Wellenbalken.“

## Flagge
Die Flagge ist grün-weiß-grün (1:3:1) gestreift (Querform: Streifen waagerecht verlaufend, Längsform: Streifen senkrecht verlaufend) und mit dem mittig aufgelegten Wappen belegt.

## Religionen
Die evangelisch-lutherische Kirche wurde 1868 im neogotischen Stil errichtet. Im Jahr 1885 wurde das Gotteshaus unter Federführung der Firma Gustav Kuntzsch, Anstalt für kirchliche Kunst, Wernigerode, einer umfassenden Neugestaltung unterzogen. Heute gehört die Kirche zum Pfarrbereich Hadmersleben.
Die katholische Kirche St. Marien Unbefleckte Empfängnis wurde 1900–1901 im Stil der Neogotik errichtet, die Konsekration erfolgte 1902. Sie gehört heute zur Pfarrei St. Marien mit Sitz in Oschersleben.

## Verkehr
Der Bahnhof Hadmersleben liegt westlich des Ortes am Nordufer der Bode an der Bahnstrecke Magdeburg–Thale. Dort halten die Regionalbahnen von Oschersleben nach Magdeburg im Zweistundentakt. Der Bahnsteig wurde 2016 erneuert, wodurch nun ein barrierefreier Zustieg möglich ist. Der nächstgelegene Fernbahnhof ist Magdeburg Hauptbahnhof.

## Söhne des Ortes
- Gustav von Kotze (1806–1880), Generalleutnant
- Stefan von Kotze (1869–1909), Kolonialschriftsteller
- Hans Peter von Kotze (1873–1915), Verwaltungsbeamter
- Hans Ludolf von Kotze (1876–1952), Verwaltungsbeamter
- Helmut Bergmann (1898–1946), Jurist und Diplomat, als Kriegsverbrecher hingerichtet